# 299 (железнодорожный разъезд)
299 — железнодорожный разъезд (населённый пункт) в Палласовском районе Волгоградской области в составе Эльтонского сельского поселения.

## История
Здесь создан Ингеловский мемориал, посвященный событиям Великой Отечественной войны.

## Население
| 2010 |
| ---- |
| 28   |

Население разъезда 28 человек (2010).